# Perzsoj
Perzsoj (románul: Pârjol) falu Romániában, Moldvában, Bákó megyében.

## Fekvése
A Tázló völgyében található. A falutól Mojnest 12 km-re délnyugatra, Kománfalva 18 km-re délnyugatra, Bákó pedig 40 km-re keletre fekszik.

## Leírása
A fennmaradt hagyományok szerint jelenlegi Perzsoj nevét onnan kapta, hogy a III. István moldvai fejedelem idejében itt levő nagy harcokban az egész földet felperzselték, és ebből alakult ki mai Perzsol (Perzselt) neve.
A település községközpont, 8 település, Băhnășeni, Bărnești, Băsăști, Kömpény, Hăineala, Hemieni, Pusztina, Szoloncka tartozik hozzá.

## Demográfia
- A 2002 évi népszámláláskor 6763 lakosa volt, ebből 6341 fő román, 348 magyar, 72 csángó és 2 egyéb volt. A népességből 4340 görögkeleti ortodox, 2365 római katolikus, és 59 egyéb volt.
- 2011-ben a község 5404 lakosából 265 fő (4,9%) vallotta magát magyar anyanyelvűnek.[3]